# Torre Ripalda
La Torre Ripalda o Torre de Ripalda, popularmente conocida como La Pagoda, es un edificio residencial ubicado en el barrio de Exposición, en el distrito del Pla del Real de Valencia, ideado por José Antonio Vidal, Antonio Escario Martínez y José Vives Ferrero.

## Historia
La Torre Ripalda fue encargada en 1969 al estudio EVV (Escario, Vives y Vidal) sobre el terreno que ocupaba el antiguo Palacio de Ripalda, obra de Joaquín María Arnau Miramón erigida en el año 1889 para servir como vivienda de María Josefa Paulin de la Peña, condesa de Ripalda. Tras la muerte de la condesa, el palacio fue heredado por su hija María Dolores Agulló y Paulin (vii condesa de Ripalda), si bien en 1931 esta lo abandonó. Posteriormente, el edificio sería ocupado durante la Guerra Civil por el Ministerio de Comercio republicano. 

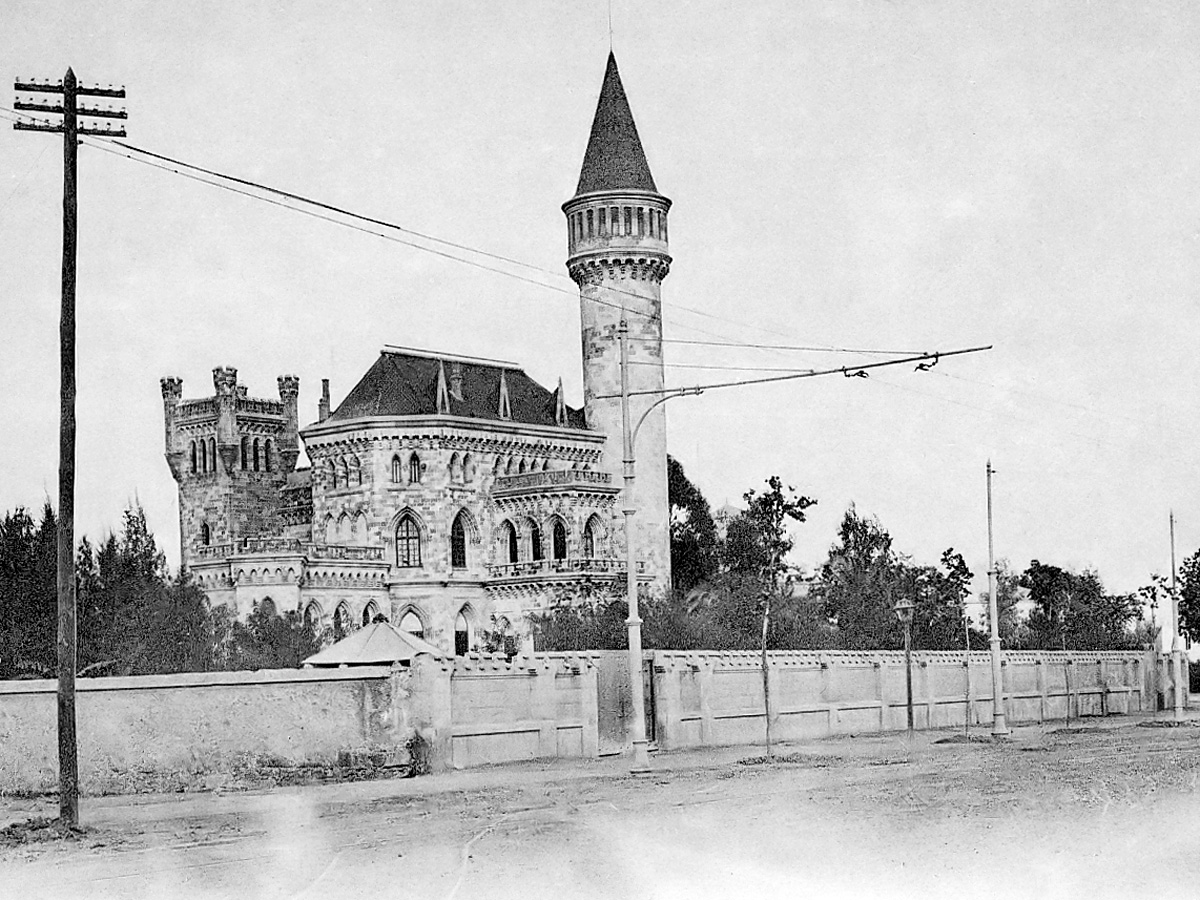
Fotografía del antiguo palacio, sobre el terreno ocupado por la Torre Ripalda

La condesa María Dolores Agulló fallecería en 1942 sin descendencia, por lo cual el inmueble sería heredado por Amalio de Marichalar y Bruguera, quien lo vendió al carecer de interés en mantener la titularidad sobre el deteriorado edificio, que finalmente sería derribado para dedicar su parcela a un uso residencial de mayor densidad. Para ello, el Ayuntamiento había procedido a la recalificación del terreno en 1966.
Para la construcción del edificio que debía levantarse sobre el solar del antiguo palacio se contrataron los servicios del estudio EVV, cuyos integrantes supuestamente habrían inspirado el proyecto en la arquitectura tradicional nipona, ya que según varias fuentes (incluidos los antiguos propietarios del terreno) los autores del proyecto trazaron las particulares formas de la torre basándose en el aspecto de las edificaciones de dicho país, al que habrían viajado previamente.
Según la Fundación Docomomo Ibérico, la obra refleja la «euforia constructiva desarrollada por la pujante burguesía valenciana del momento»,siendo el edificio habitado precisamente por las clases más pudientes de la ciudad: notarios, empresarios, médicos, farmacéuticos y abogados, entre otros profesionales de condición económica desahogada;el mismo hijo de Antonio Escario reconocería más tarde este hecho al afirmar que la torre fue «pensada por y para la burguesía». Entre sus moradores llegó a figurar el expresidente de la Generalidad Valenciana Eduardo Zaplana, que dejó en su antigua residencia documentos que presuntamente le vincularían a un esquema de cobro de comisiones ilegales a cambio de la concesión de contratos públicos en la Comunidad Valenciana.

## Características
La planta de la Torre Ripalda es casi simétrica y se encuentra en cierto modo alineada con el Puente del Real. El edificio está formado por una torre de diecisiete plantas y una zona posterior de once. Las formas hexagonales del exterior solo se trasladan a las terrazas y habitaciones principales, siendo ortogonales las demás habitaciones de las viviendas.
La estructura del edificio, de hormigón armado, soporta un revestimiento de ladrillo caravista que, por su factura sutilmente curva en las esquinas y las jardineras —que configuran el perfil «orientalizante» al cual alude el sobrenombre del edificio—, es reminiscente de la obra de Mies van der Rohe. Se debe recalcar que el empleo de este material natural y sostenible sobre las líneas sinuosas de la fachada requirió un elevado grado de precisión en la modulación y encaje de los ladrillos.
Por otra parte, destaca el uso de madera en falsos techos y revestimientos de zonas interiores.

## Galería
|                                  |
| Vista ampliada de las jardineras |

|                                   |
| Detalle de la fachada de ladrillo |

|                                            |
| Discontinuidad de los niveles del edificio |